# Gina Faustin
Gina Faustin (født 24. januar 1960) er en haitiiansk fægter som deltog i de olympiske lege 1984 i den individuelle konkurrence i fleuret for kvinder.